# Anne Skovgaard
Anne Skovgaard –nacida como Anne Forrest, también conocida bajo su primer nombtre de casada Anne Statt– es una deportista británico-danesa que compitió en bádminton, en las modalidades de dobles y dobles mixto.
Ganó cuatro medallas en el Campeonato Europeo de Bádminton entre los años 1978 y 1982.

## Palmarés internacional
| Representando a Inglaterra |                         |                   |              |
| Campeonato Europeo         |                         |                   |              |
| Año                        | Lugar                   | Medalla           | Prueba       |
| 1978                       | Preston (Reino Unido)   | Medalla de oro    | Dobles       |
| Representando a Dinamarca  |                         |                   |              |
| Campeonato Europeo         |                         |                   |              |
| Año                        | Lugar                   | Medalla           | Prueba       |
| 1980                       | Groninga (Países Bajos) | Medalla de bronce | Dobles       |
| 1982                       | Böblingen (RFA)         | Medalla de bronce | Dobles       |
| 1982                       | Böblingen (RFA)         | Medalla de bronce | Dobles mixto |